# Vira Vovk
Vira Ostapivna Selianska (en ucraniano: Віра Остапівна Селянська), más conocida por su seudónimo Vira Vovk (en ucraniano: Віра Вовк; Borislav, 2 de enero de 1926 - Río de Janeiro, 16 de julio de 2022) fue una escritora, crítica y traductora ucraniana que escribió en ucraniano, alemán y portugués.

## Biografía
Nacida en Boryslav en 1926, creció en la región de Hutsul, en la ciudad de Kuty (por aquel entonces en la frontera polaco-rumana). Vira Vovk cursó sus estudios secundarios en Leópolis y Dresde. Estudió Germanística, historia de la música y literatura comparada en la Universidad de Tubinga. En 1945 emigró con su madre a Portugal y en 1949 a Brasil. Se trasladó a Río de Janeiro, donde completó sus estudios universitarios. Realizó estudios de posgrado en la Universidad de Columbia (Nueva York) y en la Universidad de Múnich. 
Vovk se doctoró y fue profesora de Literatura alemana en la Universidad Estatal de Río de Janeiro. Vovk creó diez poemarios, diez novelas y once obras de teatro, y realizó numerosas traducciones de escritores occidentales al ucraniano y de escritores ucranianos al portugués.
Vovk falleció el 16 de julio de 2022 en Río de Janeiro, Brasil, a la edad de 96 años.

## Obra

### Poesía y prosa
Vira Vovk publicó trece colecciones de poesía entre 1954 y 2000. Su estilo poético, inicialmente sencillo, adoptó posteriormente un verso libre muy complejo y rítmico. Dos temas principales atraviesan su poesía: la geografía exótica y el misticismo religioso. El interés por el misticismo se refleja en su obra en prosa. También publica obras bilingües en prosa.
A partir de la década de 1970, Vira Vovk publicó obras ilustradas por artistas ucranianos como Zoya Lisovska, Halyna Sevruk y Mijailo Dzindra, y por sus propios recortes de papel.

### Traducción
Vira Vovk también realiza numerosas traducciones de escritores occidentales al ucraniano y de escritores ucranianos al portugués y al alemán.
A partir de 1959 tradujo al portugués una antología de literatura ucraniana, Antologia da Literatura Ucraina, a la que siguieron varias antologías de cuentos y cuentos populares ucranianos (Lendas Ucranianas en 1959, A Canoa no mar en 1972, Galos bordados en 1972, Contos populares ucranianos en 1983). Es responsable de una edición especial de clásicos ucranianos como obras de Grigori Skovorodá (1978), Tarás Shevchenko (1980), Iván Frankó (1981), Vasil Stefanik (1982) y Lesia Ukrainka (1983).
En 1964 apareció una antología comentada de poesía moderna portuguesa y brasileña, Zelene vyno. También colaboró en una antología de poesía quebequense (1972) y en traducciones de Federico García Lorca con Wolfram Burghardt, Hryhorii Kochur y otros. También traduce al ucraniano, en particular, de autores como Pablo Neruda, Paul Claudel, Rabindranath Tagore, etc., de francés, italiano, rumano, macedonio, inglés antiguo.
Más tarde, en la década de 1990, publicó la serie Pysanky, que incluía una rica selección de poetas ucranianos modernos, así como la prosa de Valeri Shevchuk. Los libros suelen publicarse a expensas del traductor.
Desde 1959, Vira Vovk está asociada con el Grupo de Poetas de Nueva York.

## Premios y logros
Recibió el Ivan Franko en 1957, 1979, 1982 y 1990, y el premio Blahovist en 2000. Propagó activamente la cultura y la lengua ucranianas. En 2008, Vovk recibió el premio estatal ucraniano Premio Nacional Shevchenko.